# Lucena (Quezon)
Lucena is een stad, centraal gelegen op het Filipijnse eiland Luzon. De stad is sinds 1991 geclassificeerd als een zogenaamde Highly Urbanized City en maakt als zodanig geen deel uit van een provincie. Lucena is desondanks wel de hoofdstad van de provincie Quezon, waar het tot 1991 deel van uitmaakte. Bij de laatste census in 2010 telde de stad ruim 246 duizend inwoners.

## Geografie

### Topografie
Lucena ligt in het noordwesten van de provincie Quezon aan de Baai van Tayabas op 100 kilometer ten zuidoosten van de Filipijnse hoofdstad Manilla. De stad wordt begrensd door de gemeenten Sariaya in het westen en Pagbilao in het oosten en de stad Tayabas in het noorden. Het centrum van Lucena ligt ingeklemd tussen de rivieren Dumacaa in het oosten en Iyam in het westen.

### Bestuurlijke indeling
Lucena is onderverdeeld in de volgende 33 barangays:
| - Barangay 1 - Barangay 2 - Barangay 3 - Barangay 4 - Barangay 5 - Barangay 6 - Barangay 7 - Barangay 8 - Barangay 9 - Barangay 10 - Barangay 11 | - Barra - Bocohan - Cotta - Gulang-gulang - Dalahican - Domoit - Ibabang Dupay - Ibabang Iyam - Ibabang Talim - Ilayang Dupay - Ilayang Iyam | - Ilayang Talim - Isabang - Market View - Mayao Castillo - Mayao Crossing - Mayao Kanluran - Mayao Parada - Mayao Silangan - Ransohan - Salinas - Talao-talao |

## Demografie
Lucena had bij de census van 2010 een inwoneraantal van 246.392 mensen. Dit waren 10.002 mensen (4,2%) meer dan bij de vorige census van 2007. Ten opzichte van de census van 2000 was het aantal inwoners gegroeid met 50.317 mensen (25,7%). De gemiddelde jaarlijkse groei in die periode kwam daarmee uit op 2,31%, hetgeen hoger was dan het landelijk jaarlijks gemiddelde over deze periode (1,90%).

De bevolkingsdichtheid van Lucena was ten tijde van de laatste census, met 246.392 inwoners op 80,21 km², 3071,8 mensen per km².

## Bestuur en politiek
Zoals bij alle steden is de belangrijkste bestuurder van Lucena de burgemeester. De burgemeester wordt elke drie jaar gekozen door de kiesgerechtigde stemmers binnen de stad en is het hoofd van het stadsbestuur en de uitvoerende organen. De huidige burgemeester van de stad, Ramon Talaga jr. is tijdens de verkiezingen van 2007 voor drie jaar herkozen voor zijn derde en laatst mogelijke opeenvolgende termijn. De viceburgemeester, momenteel Philip Castillo, is voorzitter van de sangguniang panlungsod (stadsraad). Deze sangguniang panlungsod is de wetgevende macht binnen de stad en is samengesteld uit tien gekozen afgevaardigden uit het kiesdistrict van Lucena. Ondanks het feit dat Lucena een zogenaamde Chartered City is kunnen de inwoners van de stad toch kiezen voor de provinciale bestuurders van Quezon.
Lijst van burgemeesters van Lucena sinds 1992
- 1992 - 1998 Ramon Talaga jr.
- 1998 - 2000 Bernard Tagarao
- 2000 - 2010 Ramon Talaga jr.[4]

## Geboren in Lucena
- Filemon Perez (21 maart 1883), politicus (overleden 1943);
- Paz Marquez-Benitez (3 maart 1894), schrijfster van korte verhalen (overleden 1983);
- Arturo Enrile (20 juni 1940), opperbevelhebber Filipijnse strijdkrachten en minister van defensie (overleden 1998);
- Danilo Suarez (20 december 1942), gouverneur en afgevaardigde;
- Proceso Alcala (2 juli 1955), afgevaardigde en minister.

Agdangan · Alabat · Atimonan · Buenavista · Burdeos · Calauag · Candelaria · Catanauan · Dolores · General Luna · General Nakar · Guinayangan · Gumaca · Infanta · Jomalig · Lopez · Lucban · Lucena · Macalelon · Mauban · Mulanay · Padre Burgos · Pagbilao · Panukulan · Patnanungan · Perez · Pitogo · Plaridel · Polillo · Quezon · Real · Sampaloc · San Andres · San Antonio · San Francisco · San Narciso · Sariaya · Tagkawayan · Tayabas · Tiaong · Unisan